# トゥリオ・マコッジ
トゥリオ・マコッジ（Tullio Macoggi, 1912年5月6日 - 1985年8月25日）は、イタリアのピアノ奏者。
ミラノの生まれ。地元の音楽院に入学して、グイド・アルベルト・ファーノに師事。16歳でディプロマを獲得し、同地でジョヴァンニ・アンフォッシの薫陶を受け、1941年にポツダムでのヴィルヘルム・ケンプの講習会にも参加して演奏活動を行うようになった。
サッセッロにて没。